# Zhongjin Lingnan Nonfemet
Shenzhen Zhongjin Lingnan Nonfemet Company Limited («Чжунцзинь Линнань Нонфемет», известна под торговой маркой Nonfemet, которая является сокращением от Non-ferrous metal) — китайская горнодобывающая и металлургическая компания; специализируется на добыче сырья, обогащении руды, выплавке свинца, цинка, никеля, меди и других цветных металлов. Также компания занимается международной торговлей и операциями с недвижимостью.  

## История
Компания Zhongjin Lingnan основана в Шэньчжэне в 1984 году как дочернее предприятие государственной China National Nonferrous Metals Industry Corporation. В 1998 году China National Nonferrous Metals была расформирована, а шэньчжэньская компания перешла под управление властей провинции Гуандун. В 2013 году Zhongjin Lingnan Nonfemet приобрела компанию Perilya Limited, которая владела рудником по добыче свинца, цинка и серебра в Брокен-Хилл (Австралия).

## Деятельность
Zhongjin Lingnan Nonfemet добывает цинковую, свинцовую и серную руду; производит цинковый и свинцовый концентрат; слитки и сплавы цветных металлов; алюминиевые профили, двери, окна и навесные фасады; никелированные стальные полосы; серную кислоту, диоксид германия, гидроксид никеля, никелевый порошок, сульфат цинка, цинковый порошок для аккумуляторных батарей; автомобильные детали, комплектующие для железнодорожного транспорта.
Основной завод Zhongjin Lingnan Nonfemet расположен в Шаогуане (провинция Гуандун), а основные рудники по добыче свинца, цинка и серебра — в Австралии и Канаде.
По итогам 2022 года основные продажи пришлись на торговлю цветными металлами (79,8 %), продукты плавки (12,9 %), концентраты (5,3 %), алюминиевые профили (1,3 %) и материалы для аккумуляторов (1,1 %). Крупнейшим рынком сбыта являлся материковый Китай (41,5 %), остальные продажи пришлись на зарубежные рынки.

## Акционеры
Основными акционерами Zhongjin Lingnan Nonfemet являются Guangdong SASAC (35,72 %), China Southern Asset Management (0,82 %), Fullgoal Fund Management (0,39 %), China Asset Management (0,26 %) и The Vanguard Group (0,25 %). 